# 美唄インターチェンジ
美唄インターチェンジ（びばいインターチェンジ）は、北海道美唄市東明1条1丁目にある道央自動車道のインターチェンジ (IC)。

## 歴史
- 1987年（昭和62年）9月18日：岩見沢IC - 美唄IC間開通。三笠ICとともに全国に先駆け自動発券機が設置された[1]。
- 1988年（昭和63年）10月8日：美唄IC - 滝川IC間開通。
- 2018年（平成30年）12月 : IC番号を「6」から「38」に変更[注 1]。

## 周辺
- 東明工業団地
- 東明公園
  - サン・スポーツランド美唄
- 美唄温泉 青の洞窟温泉ピパの湯ゆ〜りん館
- 北海道美唄聖華高等学校
- 北海道美唄養護学校
- 障害者支援施設パシオ
- 北海道せき損センター
- JR北海道函館本線 美唄駅
- アルテピアッツァ美唄
- 美唄国設スキー場

## 接続する道路
- 直接接続
  - 北海道道135号美唄富良野線（美唄市東美唄 - 芦別市三段滝間は未開通）
- 間接接続
  - 国道12号

## 料金所
- ブース数：4

### 入口
- ブース数：2
  - ETC専用：1
  - 一般：1

### 出口
- ブース数：2
  - ETC専用：1
  - 一般：1

## 隣
E5 道央自動車道
(37) 三笠IC - (38) 美唄IC - 茶志内PA - (39) 奈井江砂川IC